# Japon aux Jeux olympiques d'hiver de 2026
Le'Japon participera aux Jeux olympiques d'hiver de 2026 à Milan en Italie du 6 au 22 février 2026. Il s'agit de sa sixième participation à des Jeux d'hiver.

## Délégation
Aux Jeux olympiques d'hiver de 2026, les athlètes de l'équipe du Japon participent aux épreuves suivantes :
| Sport               | Hommes | Femmes | Total |
| ------------------- | ------ | ------ | ----- |
| Hockey sur glace    | 0      | 23     | 23    |
| Patinage artistique | 4      | 4      | 8     |
| Ski alpin           | 1      | 1      | 2     |
| Ski de fond         | 3      | 3      | 6     |
| Total               | 8      | 31     | 39    |

## Médaillés
| Sport | Discipline | Athlète(s) | Performance | Date |
| ----- | ---------- | ---------- | ----------- | ---- |
|       |            |            |             |      |

| Sport | Discipline | Athlète(s) | Performance | Date |
| ----- | ---------- | ---------- | ----------- | ---- |
|       |            |            |             |      |

| Sport | Discipline | Athlète(s) | Performance | Date |
| ----- | ---------- | ---------- | ----------- | ---- |
|       |            |            |             |      |

| Sport |  |  |  | Total |
| ----- |  |  |  | ----- |
|       |  |  |  |       |
| Total |  |  |  |       |

| Jour       |  |  |  | Total |
| ---------- |  |  |  | ----- |
| 5 février  |  |  |  |       |
| 6 février  |  |  |  |       |
| 7 février  |  |  |  |       |
| 8 février  |  |  |  |       |
| 9 février  |  |  |  |       |
| 10 février |  |  |  |       |
| 11 février |  |  |  |       |
| 12 février |  |  |  |       |
| 14 février |  |  |  |       |
| 15 février |  |  |  |       |
| 16 février |  |  |  |       |
| 17 février |  |  |  |       |
| 19 février |  |  |  |       |
| 20 février |  |  |  |       |
| Total      |  |  |  |       |

| Sexe   |  |  |  | Total |
| ------ |  |  |  | ----- |
| Femmes |  |  |  |       |
| Hommes |  |  |  |       |
| Mixte  |  |  |  |       |
| Total  |  |  |  |       |

| Athlète | Sport |  |  |  | Total |
| ------- | ----- |  |  |  | ----- |
|         |       |  |  |  |       |

## Résultats

### Hockey sur glace
| Compétition | Phase de groupe  | Phase de groupe  | Phase de groupe  | Phase de groupe  | Phase de groupe | Quart de finale  | Demi-finale      | Finale / MB      | Finale / MB |
| Compétition | Adversaire Score | Adversaire Score | Adversaire Score | Adversaire Score | Rang            | Adversaire Score | Adversaire Score | Adversaire Score | Rang        |
| ----------- | ---------------- | ---------------- | ---------------- | ---------------- | --------------- | ---------------- | ---------------- | ---------------- | ----------- |
|             |                  |                  |                  |                  |                 |                  |                  |                  |             |

### Patinage artistique
| Athlète | Épreuve | Programme court Danse originale | Programme court Danse originale | Programme libre Danse libre | Programme libre Danse libre | Total  | Total |
| Athlète | Épreuve | Points                          | Rang                            | Points                      | Rang                        | Points | Rang  |
| ------- | ------- | ------------------------------- | ------------------------------- | --------------------------- | --------------------------- | ------ | ----- |
|         |         |                                 |                                 |                             |                             |        |       |

| Athlètes | Discipline | Programme court / Danse rythmique | Programme court / Danse rythmique | Programme court / Danse rythmique | Programme court / Danse rythmique | Programme libre / Danse libre | Programme libre / Danse libre | Programme libre / Danse libre | Programme libre / Danse libre |
| Athlètes | Discipline | Points                            | Points équipe                     | Total                             | Rang                              | Points                        | Points équipe                 | Total                         | Rang                          |
| -------- | ---------- | --------------------------------- | --------------------------------- | --------------------------------- | --------------------------------- | ----------------------------- | ----------------------------- | ----------------------------- | ----------------------------- |
|          |            |                                   |                                   |                                   |                                   |                               |                               |                               |                               |

### Ski alpin
| Athlète | Épreuve | 1re manche | 1re manche | 2e manche | 2e manche | Total | Total |
| Athlète | Épreuve | Temps      | Rang       | Temps     | Rang      | Temps | Rang  |
| ------- | ------- | ---------- | ---------- | --------- | --------- | ----- | ----- |
|         |         |            |            |           |           |       |       |

### Ski de fond
| Athlète | Épreuve | Classique | Classique | Libre | Libre | Total | Total |
| Athlète | Épreuve | Temps     | Rang      | Temps | Rang  | Temps | Rang  |
| ------- | ------- | --------- | --------- | ----- | ----- | ----- | ----- |
|         |         |           |           |       |       |       |       |

| Athlète | Épreuve | Classique | Classique | Libre | Libre | Total | Total |
| Athlète | Épreuve | Temps     | Rang      | Temps | Rang  | Temps | Rang  |
| ------- | ------- | --------- | --------- | ----- | ----- | ----- | ----- |
|         |         |           |           |       |       |       |       |